# Jerusalem Challenger 1992
Il Jerusalem Challenger 1992 è stato un torneo di tennis facente parte della categoria ATP Challenger Series nell'ambito dell'ATP Challenger Series 1992. Il torneo si è giocato a Gerusalemme in Israele dal 6 all'11 aprile 1992 su campi in cemento.

## Vincitori

### Singolare
Gilad Bloom ha battuto in finale  Vladimir Gabričidze con il punteggio di 6–3, 6–1

### Doppio
Steve Guy /  Carl Limberger hanno battuto in finale  Brian Joelson /  Richard Matuszewski con il punteggio di 7–6, 6–2